# 配位子円錐角
| 配位子            | 角度 (°) |
| ----------------- | -------- |
| PH3               | 87       |
| PF3               | 104      |
| P(OCH3)3          | 107      |
| dmpe              | 107      |
| depe              | 115      |
| P(CH3)3           | 118      |
| dppm              | 121      |
| dppe              | 125      |
| dppp              | 127      |
| P(CH2CH3)3        | 132      |
| dcpe              | 142      |
| P(C6H5)3          | 145      |
| P(cyclo-C6H11)3   | 179      |
| P(t-Bu)3          | 182      |
| P(C6F5)3          | 184      |
| P(C6H4-2-CH3)3    | 194      |
| P(2,4,6-Me3C6H2)3 | 212      |

配位子円錐角（はいいしえんすいかく、ligand cone angle）またはトールマンコーンアングル (Tolman cone angle) とは、配位子のかさ高さの指標となるパラメーターである。デュポンの研究員であったチャドウィック・トールマンによって導入された。
配位子円錐角は、頂点の金属と円錐の周りの水素原子とで形成する立体角によって定義される（図を参照）。一般に第三級ホスフィン配位子がこのパラメーターによって分類されるが、他の配位子にも応用されている。
配位子の大きさによって中心金属の反応性に影響を及ぼすため円錐角の概念は均一系触媒の研究において重要なものである。たとえば、ヒドロホルミル化触媒の選択性は配位子の大きさが強く影響する。